# The Lily Tomlin Special
The Lily Tomlin Special fue un programa especial humorístico de Lily Tomlin.Fue estrenado en 1975 y fue su tercer especial para la televisión como protagonista absoluta y también como coguionista.